# مرجان مغزی پرشیار
مرجان مغزی پرشیار (نام علمی: Diploria labyrinthiformis) نام یک گونه از تیره مرجان مغزی است.